# Детерџент за судове
Детерџент за прање посуђа, познат као течност за прање посуђа, је детерџент који се користи као помоћ у прању посуђа. То је обично високо - пенушава мешавина површински активних супстанци - тензида са ниском иритацијом коже, а првенствено се користи за ручно прање чаша, тањира, прибора за јело, и посуђа у судопери. Поред примарне употребе, течност за прање посуђа има и разне неформалне примене, попут стварања мехурића и прања одеће. 

## Историја
Сода за прање (натријум карбонат) користила се за прање судова, у подручјима са тврдом водом. Коришћена је за прање судова пре него што су детерџенти пронађени у Немачкој током Првог светског рата. Течни детерџент који се користи за прање посуђа први је пут произведен средином 20. века. Произвођачи детерџената за прање судова започели су производњу у Сједињеним Државама 1930-1940. Типол, први такав у Европи, започео је производњу 1942. године.
У 2005. години малопродајна продаја детерџената за прање судова износила је готово 10 милијарди УСД широм света.

## Врсте
Детерџенти за прање судова за машине за прање посуђа се производе и продају у различитим облицима као патроне, гел, течности, паковања, прах и таблете. Течност за прање посуђа може садржавати избељивач, ензиме или средства за испирање. Неки детерџенти за прање посуђа могу бити домаће израде, користећи састојке попут боракса, есенцијалног уља, еукалиптусовог уља и млевеног сапуна.
Средства за прање судова могу се формулисати тако да делују под различитим околностима. У неким случајевима, одговарајуће формулисана, могу се користити са хладном водом или морском водом, мада углавном неће радити тако добро као они који су намењени и који се користе са врућом водом. 

### Уобичајени састојци
Главни састојак је вода; главни активни састојци су детерџенти. Употребљавају се детерџенти, а не сапуни, јер не реагују ни са једним минералом у води да би формирали сапун. Постоје и друга средства за згушњавање и стабилизацију. Остали састојци могу обухватати површински активне материје, хидротроп, соли, конзервансе, мирисе и боје.
Тензиди уклањају масноћу и залепљене честице хране. Такође могу да дају пену. 
Неки производи за прање посуђа садрже фосфате. Фосфат чини посуђе чистијим, али исто тако може изазвати штетно цветање алги, јер се отпадне воде враћају у природно окружење. Због тога је у многим државама забрањен као саставни део ових производа.  
Током 2010, ФДА (Food and Drug Administration) Сједињених Држава покренула је забринутост за здравље због триклосана, антибактеријске супстанце која се користи у неким течностима за посуђе. Иначе, пронађено је да триклозан ствара проблеме у постројењима за пречишћавање отпадних вода, при чему може „саботирати неке микробе за обраду муља и промовисати отпорност на лекове код других“. Америчка агенција ФДА открила је да триклозан не пружа здравствене користи у односу на сапун и воду. Од 2014. године, бар једна држава у Сједињеним Државама забранила је триклозан у течностима за прање судова.
Многе течности за прање посуђа садрже парфем који може изазвати иритативни или алергијски контактни дерматитис.

## Брендови
"Euromonitor International" истраживање трендова детрџента за прања посуђа у осамдесет земаља идентификовало је произвођаче и брендове са највећим уделом малопродајне вредности у 2013. години. Пет мултинационалних компанија (Procter & Gamble, Colgate-Palmolive, Хенкел, Reckitt Benckiser, Unilever, Clean O Fast и Hitro plus) колективно су држале највеће акције малопродајне вредности у шездесет пет тих земаља.  

## Примарна употреба
Течност за прање посуђа користи се првенствено за уклањање хране са искоришћеног посуђа и прибора за јело.  Крупне честице хране углавном се одстрањује са посуђа пре прања. Формула детерџента може да варира у зависности од употребе (ручна или машинска).  

### Ручно прање посуђа
Ручно прање посуђа углавном се врши ако нема машине за прање судова, или ако су присутни велики судови који се тешко чисте. Неке течности за прање посуђа могу наштетити сребрним предметима, фином стакленом посуђу, било чему са златним украсима, пластици за једнократну употребу и било којим предметима од месинга, бронзе, ливеног гвожђа, калаја, дрвета, посебно у комбинацији са врућом водом и дејством машине за прање судова. Када се за такве предмете користи течност за прање посуђа, предвиђа се да се перу ручно. 
У детерџентима за ручно прање посуђа површински активне материје играју главну улогу у чишћењу.  Смањен површински напон воде за прање посуђа и повећана растворљивост савремених мешавина тензида омогућава води да брзо истиче са посуђа у сталку за посуђе. Међутим, већина људи такође испира посуђе чистом водом како би били сигурни да ће се ослободити остатака сапуна који би могли утицати на укус хране.
Течност за прање судова може да надражује кожу и изазове екцем на рукама. Онима који имају "осетљиву кожу" саветују се између осталог да наговоре неког другог да обави прање. 

### Аутоматско прање посуђа
Аутоматско прање посуђа укључује употребу машине за прање посуђа или другог апарата. Чишћење се мање ослања на површински активна средства детерџента, већ се више ослања на топлу воду машине, као и на избељиваче и ензиме детерџента. Тензиди детерџената за машинско прање судова углавном имају мање пене како би се избегло оштећење машине. 

## Неформалне примене
Ридерс Дајџест примећује да се користи као убица мрава, убица корова, за ширење ђубрива из воде и за прање људске косе. Good Housekeeping каже да се може користити помешано са сирћетом за привлачење и утапање воћних мушица. Средство за прање судова користи се за чишћење огледала као и прозора. 
- Плинг, средство за чишћење остакљених, пластичних, хромираних и инокс површина купатила и кухиње, како је објавила компанија Twibright Labs, користи течност за прање посуђа као један од активних састојака.[19]
- Течност за прање посуђа може се помешати са водом и додатним састојцима, попут глицерина и шећера, да би се добио раствор који ствара мехуриће.[20]
- Течност за прање судова може се користити за чишћење деликатних тканина одеће, као што су чарапе и рубље.[21]
- Течност за прање судова често се препоручује у разблаженом раствору како би се налепнице и винилна графика лакше поставили приликом постављања.[22] [23]
- У индустрији се течност за прање посуђа такође користи за преглед опреме под притиском на пукотине, попут пропанских фитинга.[24] [25] Користи се за преглед пнеуматских гума, као и за осигурање квалитета током инсталације и као мазиво за причвршћивање перли. [26] [27] [28]
- Течност за прање судова користи се као састојак у изради домаћих средстава за заштиту од штеточина у врту, паукова, лисних ваши. [29] У неким случајевима, детерџент за посуђе може бити токсичан за лишће биљке и узроковати да „сагори“. Корист сапуна или детерџента за посуђе за помоћ у ширењу пестицида на биљкама приметила је служба Универзитета Џорџија, али се не препоручује.[30]
- Раствор течности и воде за прање посуђа може се користити за уклањање мрља од кафе, чаја, маслиновог уља, соде и воћних сокова са тканина. [31] [32] Једна марка течности за прање судова коришћена је за уклањање флека са белих или благо обојених платнених салвета.[33]

- Течност за прање судова користи се за прање птица науљених изливањем нафте.[34] [35] Након изливања нафте из танкера Exxon Valdez 1989. године, Међународни истраживачки центар за птице примио је стотине боца течности за прање посуђа која је коришћена у ове сврхе.[36] [37] [38] Више течности за прање посуђа донирано је током изливања нафте Deepwater Horizon у Међународном центру за истраживање птица и спашавање морских сисара.[39]